# Glenea parartensis
Glenea parartensis är en skalbaggsart som beskrevs av Stefan von Breuning 1966. Glenea parartensis ingår i släktet Glenea och familjen långhorningar.
Artens utbredningsområde är Filippinerna. Inga underarter finns listade i Catalogue of Life.